# Harau (plaats)
Harau is een bestuurslaag in het regentschap Lima Puluh Kota van de provincie West-Sumatra, Indonesië. Harau telt 2780 inwoners (volkstelling 2010).